# Ulica Dyrekcyjna we Wrocławiu

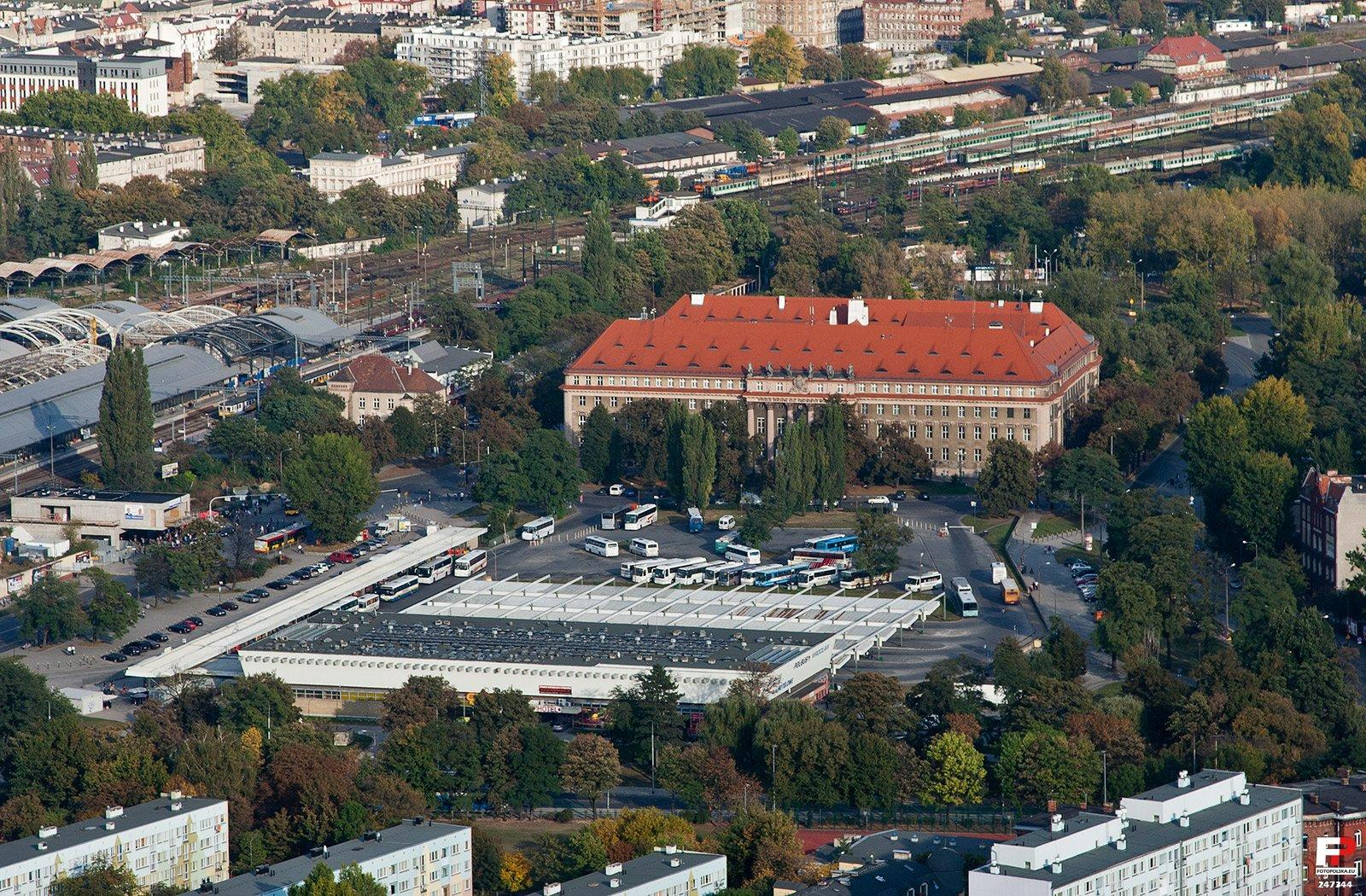
Przed przebudowąu-ppda

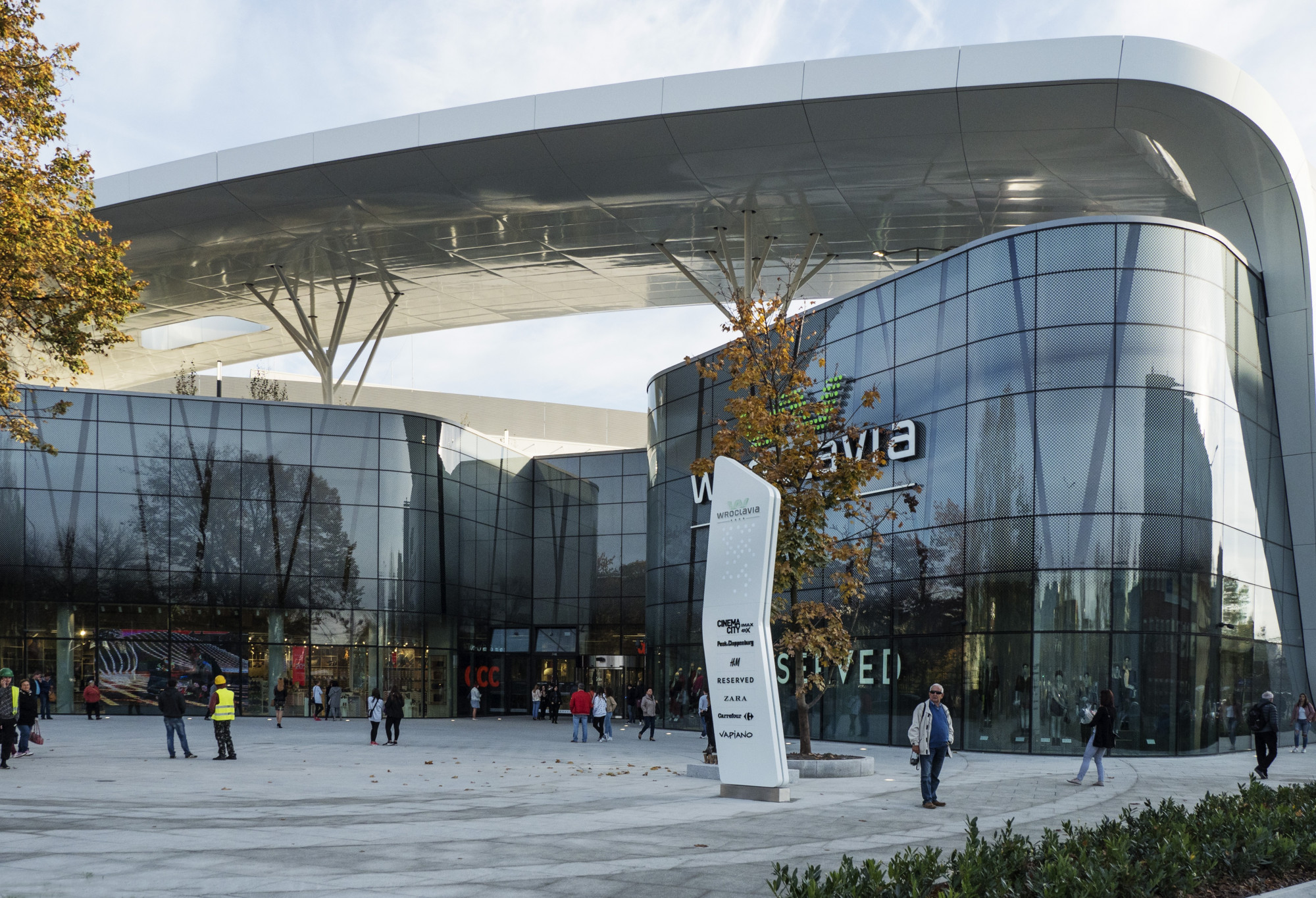
Wejście do Wroclavi od strony ul. Borowskiej/Dyrekcyjnej

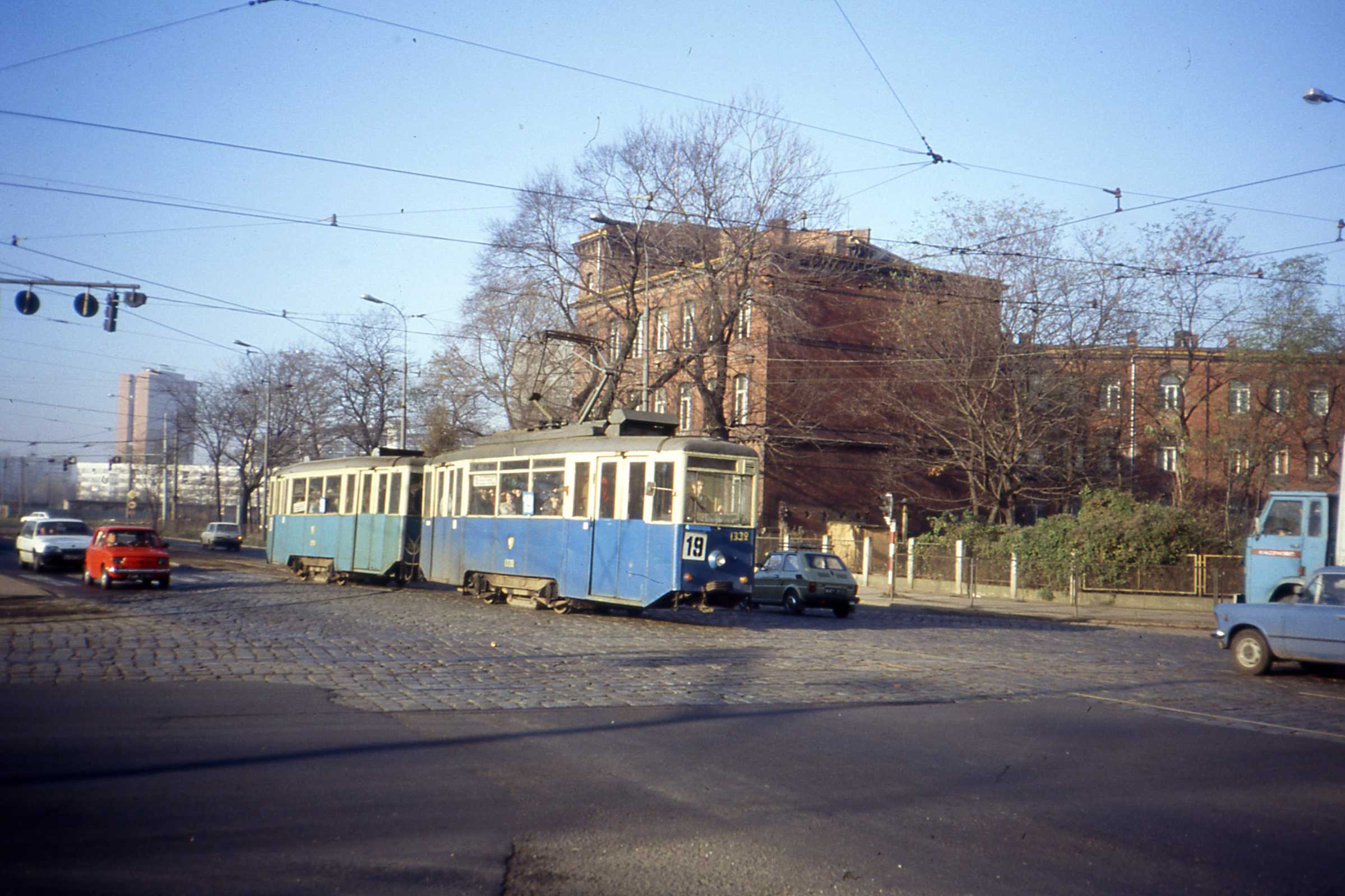
Tramwaj na ul. Dyrekcyjnej w 1989 r.u-tnd

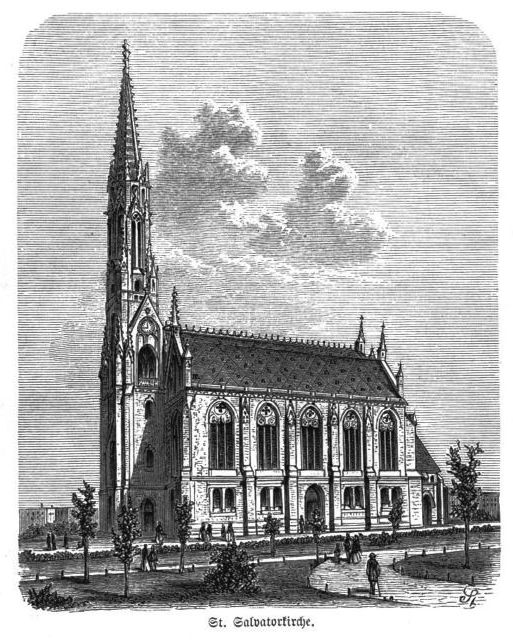
Nieistniejący kościół im. Zbawiciela

Ulica Dyrekcyjna – ulica we Wrocławiu na osiedlu Huby, w dawnej dzielnicy Krzyki, ma długość 859 m, biegnie od Ślężnej i Glinianej, przechodzi w ulicę generała Kazimierza Pułaskiego na skrzyżowaniu z ulicami: Suchą i Hubską. Położona jest na południe od dworca kolejowego Wrocław Główny. Historyczny układ urbanistyczny obszaru, przez który przebiega ulica, podlega ochronie i wpisany jest do gminnej ewidencji zabytków, podobnie jak położone przy ulicy oraz w bezpośrednim jej sąsiedztwie zachowane budynki i inne obiekty, w tym wpisana do rejestru zabytków siedziba Dyrekcji Kolei Królewskich, obecnie biurowiec PKP S.A.

## Historia
Fragment ulicy Dyrekcyjnej od Ślężnej do Borowskiej istniał już w połowie XIX w. jako Brunnen Straße. W czworokącie ograniczonym dzisiejszymi ulicami Borowską, Suchą, Gajową i Glinianą znajdował się niezagospodarowany teren po zasypanych stawach tzw. Pola Stawowe. W jego obszarze przy ulicy Borowskiej powstał ewangelicki Kościół Zbawiciela zbudowany w latach 1871–1876. Kościół został zniszczony w wyniku działań wojennych w 1945 r., po zakończeniu II wojny światowej został rozebrany. Pozostały teren zagospodarowano, tworząc park Pola Stawowego, zaprojektowany w stylu angielskim.
Ulicę Dyrekcyjną wytyczono zgodnie z opracowanym w 1895 r. planem urbanistycznym na terenie dawnego Pola Stawowego. Plan ten obejmował również utworzenie ulic Joannitów i Jana Władysława Dawida, a jego autorem był Alfred von Scholtz. Charakterystycznym jego elementem jest prostokątny skwer u zbiegu wymienionych ulic (dziś Zieleniec przy ul. Dawida). Powstająca ulica Dyrekcyjna umożliwiała skomunikowanie prowadzącej od południa do centrum Wrocławia ulicy Ślężnej z obecną ulicą Pułaskiego prowadzącą pod wiaduktem kolejowym (ok. 1870 r.) do wschodniej części miasta.
Jeszcze przed wytyczeniem ulicy Dyrekcyjnej, w latach 1891–1892, przy ulicy Ślężnej (ówcześnie Lohestrasse) zbudowano szkołę elementarną – Auf den Hälteräckern. W kolejnych latach do 1985 r. obiekt był rozbudowany, a poszczególne projekty, między innymi sali gimnastycznej, tworzyli tacy architekci jak: Richard Plüddemann, Karl Klimm i Hermann Froböse . W 1899 r. po południowej stronie ulicy zbudowano szpital Bethesda. Po zakończeniu II wojny światowej w budynku mieścił się Akademicki Szpital Kliniczny, w tym kliniki ginekologii, rozrodczości i położnictwa oraz neonatologii. W 1913 r. zakończono wznoszenie budynku Dyrekcji Kolei (lata 1911–1914), dla Pruskiej Królewskiej Dyrekcji Kolei (KPEV). Obiekt został zaprojektowany przez H. Königa i uzyskał formę okazałego, prestiżowego, neobarokowego pałacu wzniesionego na planie nieregularnego prostokąta.
Przed II wojną światową ulica Dyrekcyjna miała niejednolitą zabudowę. Początkowy jej odcinek w rejonie ulic Ślężnej i Borowskiej zabudowany był kamienicami w układzie zwartym, pierzejowej zabudowy wielkomiejskiej usytuowanej wzdłuż ulic. Dalej zabudowa zmieniała charakter. Północna strona ulicy sąsiadowała z parkiem otaczającym kościół, a dalej gmachem kolei i terenem zieleni. Po południowej stronie znajdowały się szpital, pierzejowa zabudowa przy ulicy Joannitów i teren ogrodów działkowych do ulicy Gajowej. Pierzejowa zabudowa kamienicami pojawia się również w końcowym odcinku przy ulicy Gajowej i Hubskiej. Podczas oblężenia Wrocławia w 1945 r. natarcie prowadzone przez Armię Radziecką ukierunkowane było z południa. Z tego powodu toczyły się tu ciężkie walki i w wyniku działań wojennych, a także częściowo wyburzania zabudowy przez broniących miasta Niemców, znaczna część zabudowy uległa zniszczeniu, a po wojnie nie została odbudowana. Przy ulicy Dyrekcyjnej zachowały się jedynie budynki szkoły, szpitala, przedszkola i dyrekcji kolei.
We wrześniu 1946 roku uruchomiono przedszkole, początkowo działające przy ulicy Gajowej 52, następnie przy ulicy Joannitów, które po zakończeniu w 1950 roku remontu budynku przy ulicy Dyrekcyjnej 15 zostało przeniesione do obecnej siedziby. Było to jedno z pierwszych przedszkoli powojennych w mieście i pierwsza kolejowa placówka przedszkolna we Wrocławiu utworzona po drugiej wojnie światowej. Przedszkole to nosi nazwę "Mały Kolejarz". Od 2010 roku realizowana jest wieloetapowa przebudowa budynku przedszkola. Zakończenie prac planuje się na 2023 r.
Od 1965 r. planowano przeniesienie dworca autobusowego z ulicy Dworcowej w miejsce wolnego od zabudowy terenu między ulicami: Borowska, Sucha, Joannitów i Dyrekcyjna. Budowa obiektu trwała ponad 20 lat, czasie której zmieniano częściowo założenia projektowe. W 1994 r. oddano do eksploatacji nowy dworzec autobusowy. W miejscu dworca w 2014 r. rozpoczęto budowę, a ukończono w 2017 r. galerii handlowej Wroclavia.
W czerwcu 2008 r. rozpoczęto zabudowę terenu przy ulicy Dyrekcyjnej i Gajowej. Powstał tu budynek mieszkalny Villa Vratislavia. Od lutego 2013 r. do sierpnia 2014 r. prowadzono inwestycję Dyrekcyjna 33. W jej ramach powstała zabudowa mieszkalno-usługowa według projektu pracowni AP Szczepaniak, natomiast inwestorem była firma ATAL S.A. z Cieszyna.
Jeszcze w latach 70. XX wieku droga krajowa numer 8 i droga międzynarodowa E12 biegły od ulicy Powstańców Śląskich przez ulice Swobodną i Suchą, w latach 70. XX w. ich przebieg przeniesiono na ulicę Ślężną i Dyrekcyjną do ulicy Pułaskiego, zmieniono oznaczenie dróg na droga krajowa numer 98 i droga międzynarodowa E67. Status dróg krajowych został tym ulicom odebrany z końcem 2019
Od niemal początku XX w. (ok. 1905 r.) całą długością ulicy Dyrekcyjnej przebiegało torowisko tramwajowe, od ulicy Ślężnej do ulicy generała Kazimierza Pułaskiego  . W latach 2016–2017 przebudowano ulicę Dyrekcyjną na niemal całej jej długości, a końcowy odcinek między ulicą Gajową i Hubską w latach 2017–2019, przebudowano jezdnie, nawierzchnię z kostki brukowej zmieniono na asfaltową, zlikwidowano torowisko tramwajowe od ulicy Borowskiej do ulicy Hubskiej, utworzono ścieżki rowerowe, zmieniono układ zieleni miejskiej i chodników. Przebudowano końcowe skrzyżowanie ulicy Dyrekcyjnej, wraz z końcowym odcinkiem ulicy Suchej oraz fragmentem ulicy generała Kazimierza Pułaskiego i Hubskej, na których wybudowano torowiska tramwajowe .
Ulica przewidziana była jako fragment tzw. Obwodnicy Staromiejskiej, Śródmiejskiej Trasy Południowej , obecnie nazywanej Aleją Przedmieścia Południowego, z przedłużeniem jej w kierunku zachodnim.

## Nazwy
Ulica nosiła nazwę niemiecką Gustav-Freytag-Strasse, po II wojnie światowej nadano jej polską nazwę Dyrekcyjna.
Niemiecka nazwa ulicy upamiętniała Gustava Freytaga, wybitnego pisarza śląskiego związanego z Wrocławiem. Polska nazwa ulicy została nadana przez Zarząd Wrocławia i ogłoszona 7 marca 1946.

## Układ drogowy
Do ulicy Dyrekcyjnej przypisana jest droga gminna o długości 859 m (numer drogi 105847D, numer ewidencyjny drogi G1058470264011), a oprócz tego działki o statusie drogi wewnętrznej i rezerwy.
Ulica od zachodniej strony do skrzyżowania z ulicą Joannitów jest dwujezdniowa, z dwoma pasami ruchu w każdym kierunku, na części jezdni wyznaczono dodatkowe pasy do skrętu. Dalej droga jest jednojezdniowa z dwoma pasami ruchu w każdą stronę. Jezdnie na całej długości mają nawierzchnię z masy bitumicznej. Na odcinku od ulicy Ślężnej do ulicy Borowskiej w pasie rozdzielającym jezdnie przebiega torowisko tramwajowe. Wzdłuż całej ulicy po obu jej stronach przebiegają drogi dla rowerów, a przy galerii Wroclavia od strony ulicy Dyrekcyjnej znajduje się stacja roweru miejskiego . Drogi rowerowe przy tej ulicy określane są jako główne rowerostrady. Po obu stronach ulicy wyznaczono chodniki .
Oprócz końcowych skrzyżowań, ulica Dyrekcyjna ma dwustronne skrzyżowania z ulicą Borowską, Joannitów i Gajową. Skrzyżowania wewnętrzne i końcowe, z wyjątkiem skrzyżowania z ulicą Gajową, są zaopatrzone w sygnalizację świetlną.

## Komunikacja i transport

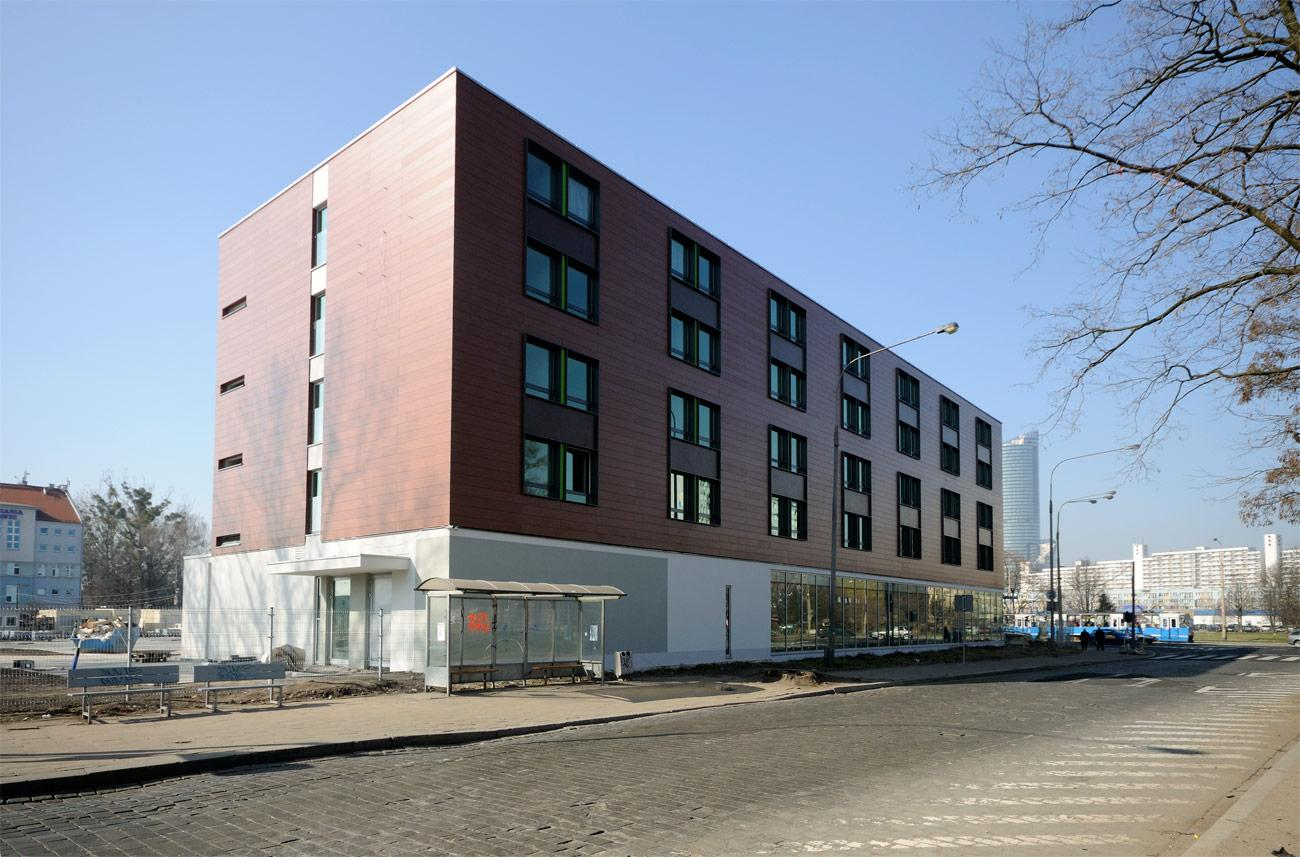
Hotel Campanile i przystanek "Dyrekcyjna"

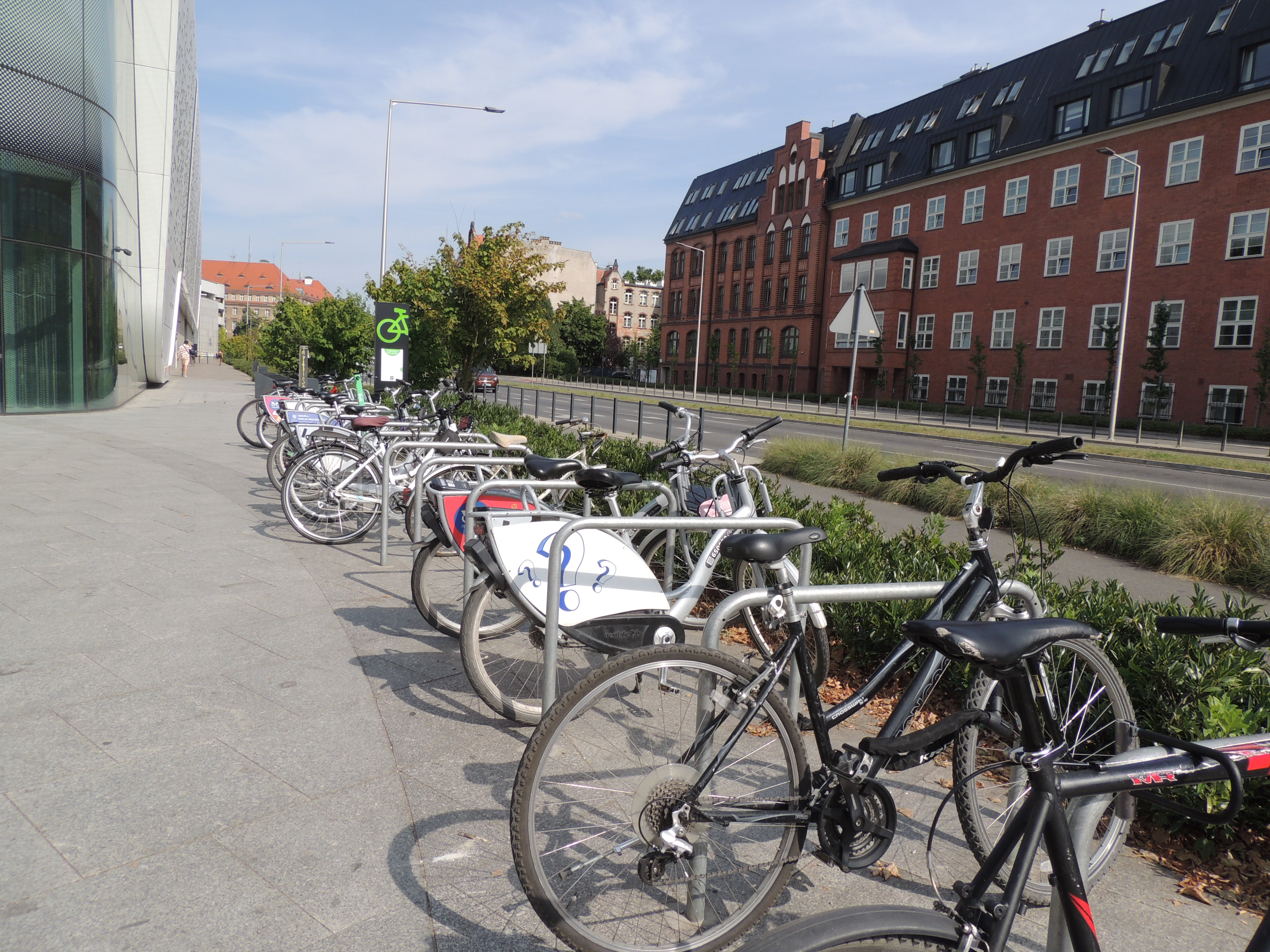
Stacja rowerowa

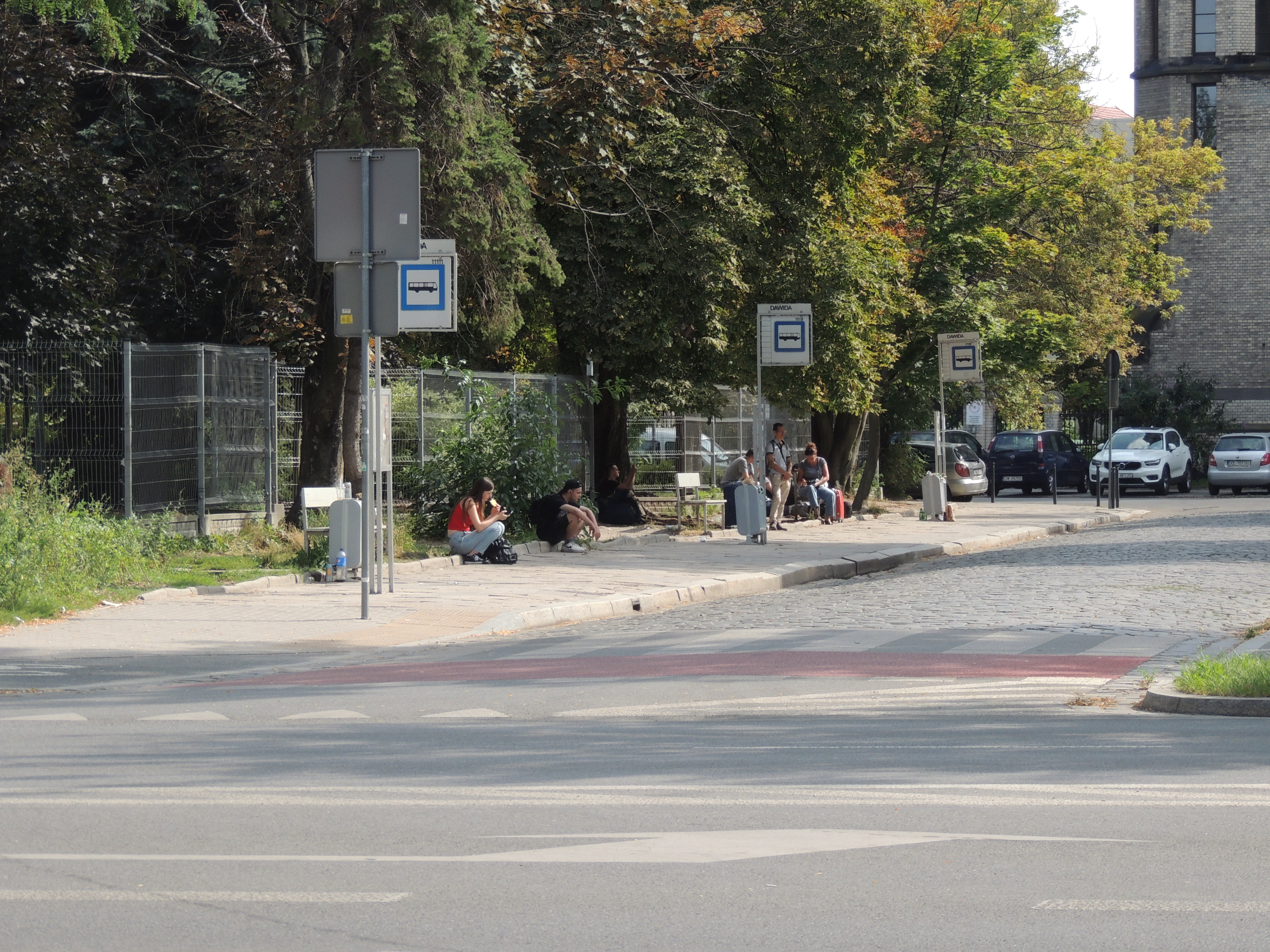
Przystanki "Dawida"

Ulicą nie przebiegają żadne miejskie linie autobusowe. Odcinkiem ulicy, od ulicy Ślężnej do ulicy Borowskiej, przebiega linia tramwajowa, nie ma tu przystanków. Przystanek autobusowy przy ulicy Glinianej w kierunku od ulicy Ślężnej do ulicy Borowskiej nosi nazwę "Dyrekcyjna" . W pobliżu północnej strony ulicy Suchej znajdują się stacja kolejowa Wrocław Główny oraz budynek Centrum Handlowego Wroclavia dworzec autobusowy , stanowiące powiązane węzły przesiadkowe. Przy łączniku drogowym biegnącym od ulicy Dawida do ulicy Dyrekcyjnej znajdują się przystanki autobusowe lokalnych połączeń prywatnych przewoźników drogowych  .
Ciągiem ulic Ślężnej, Dyrekcyjnej i generała Kazimierza Pułaskiego przebiegała droga krajowa numer 8, po wybudowaniu autostradowej obwodnicy Wrocławia oznaczona jako droga krajowa nr 98. Status dróg krajowych został tym ulicom odebrany w 2019 r. Ulicami tymi przebiegały także drogi międzynarodowe, początkowo E12, później E67  . Po odebraniu oznaczenia temu ciągowi komunikacyjnemu jest on klasyfikowany na poziomie ulic głównych klasy technicznej o znaczeniu ogólnomiejskim. W początkowym biegu ulicy Dyrekcyjnej proponuje się jej przedłużenie w kierunku zachodnim jako planowaną Aleję Śródmieścia Południowego, jako fragment tzw. Obwodnicy Staromiejskiej.

## Zabudowa i zagospodarowanie

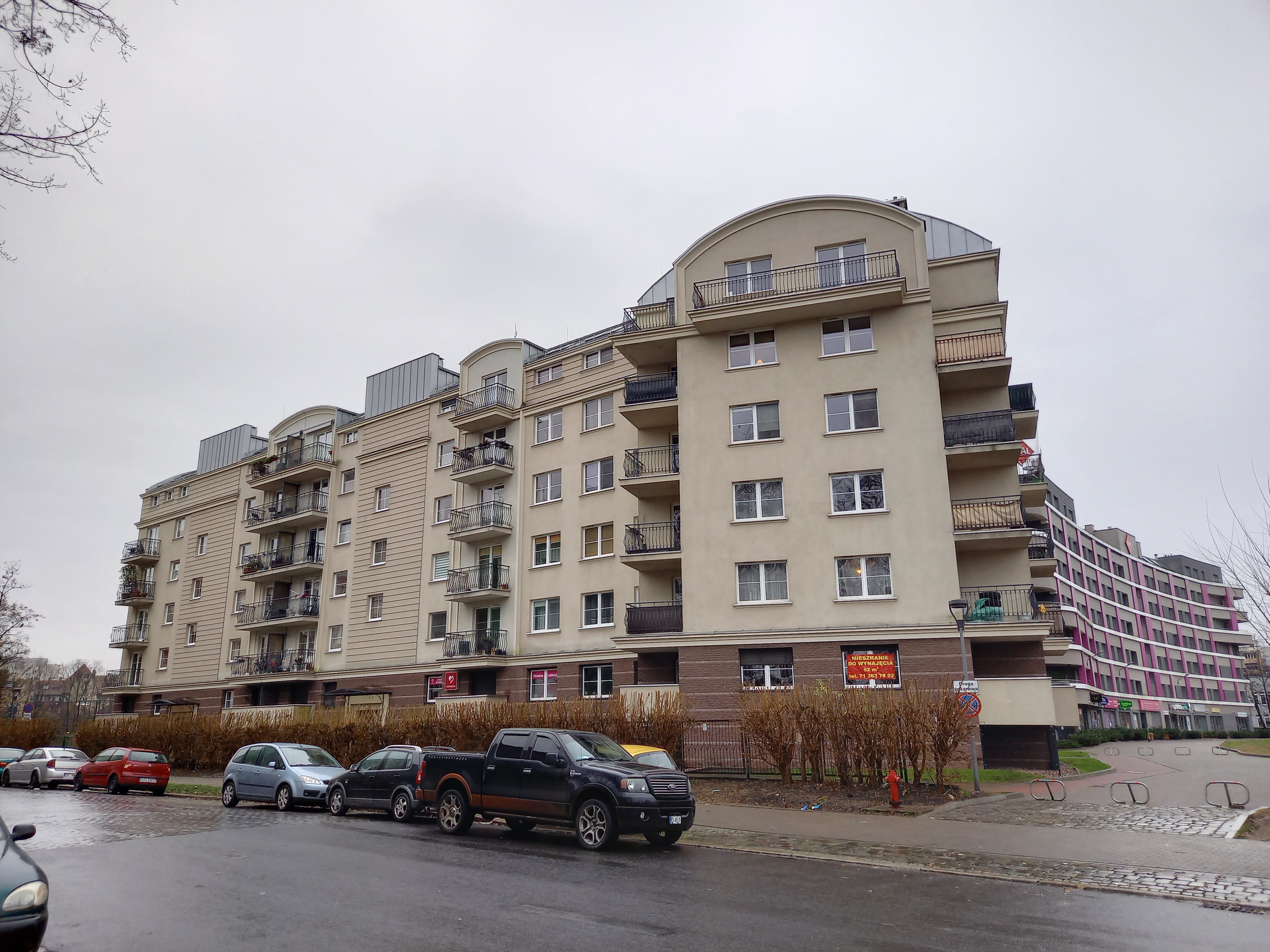
Villa Vratislaviau-villaw

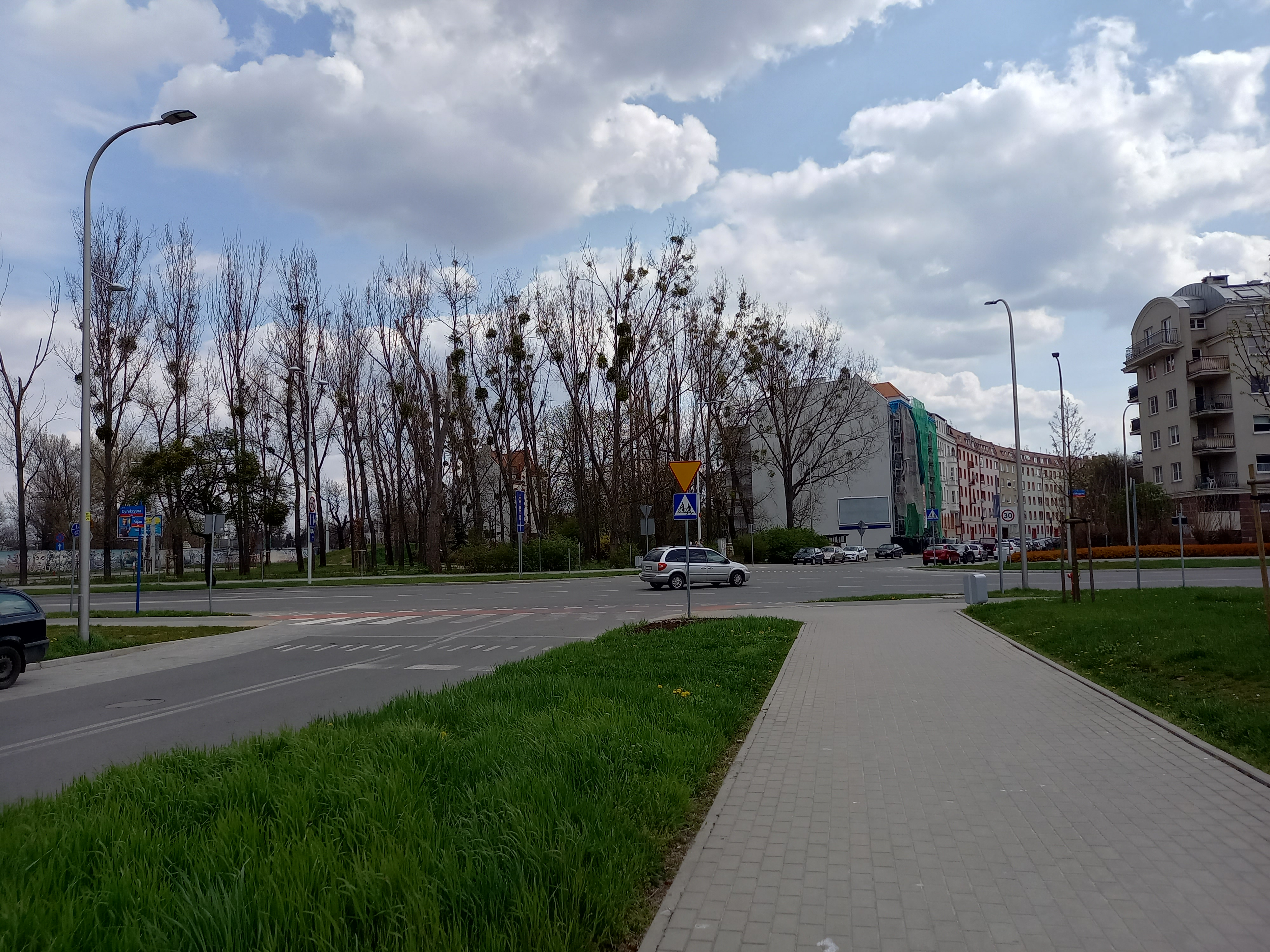
Ul. Gajowa, poprzeczna to ul. Dyrekcyjnau-ulgaj

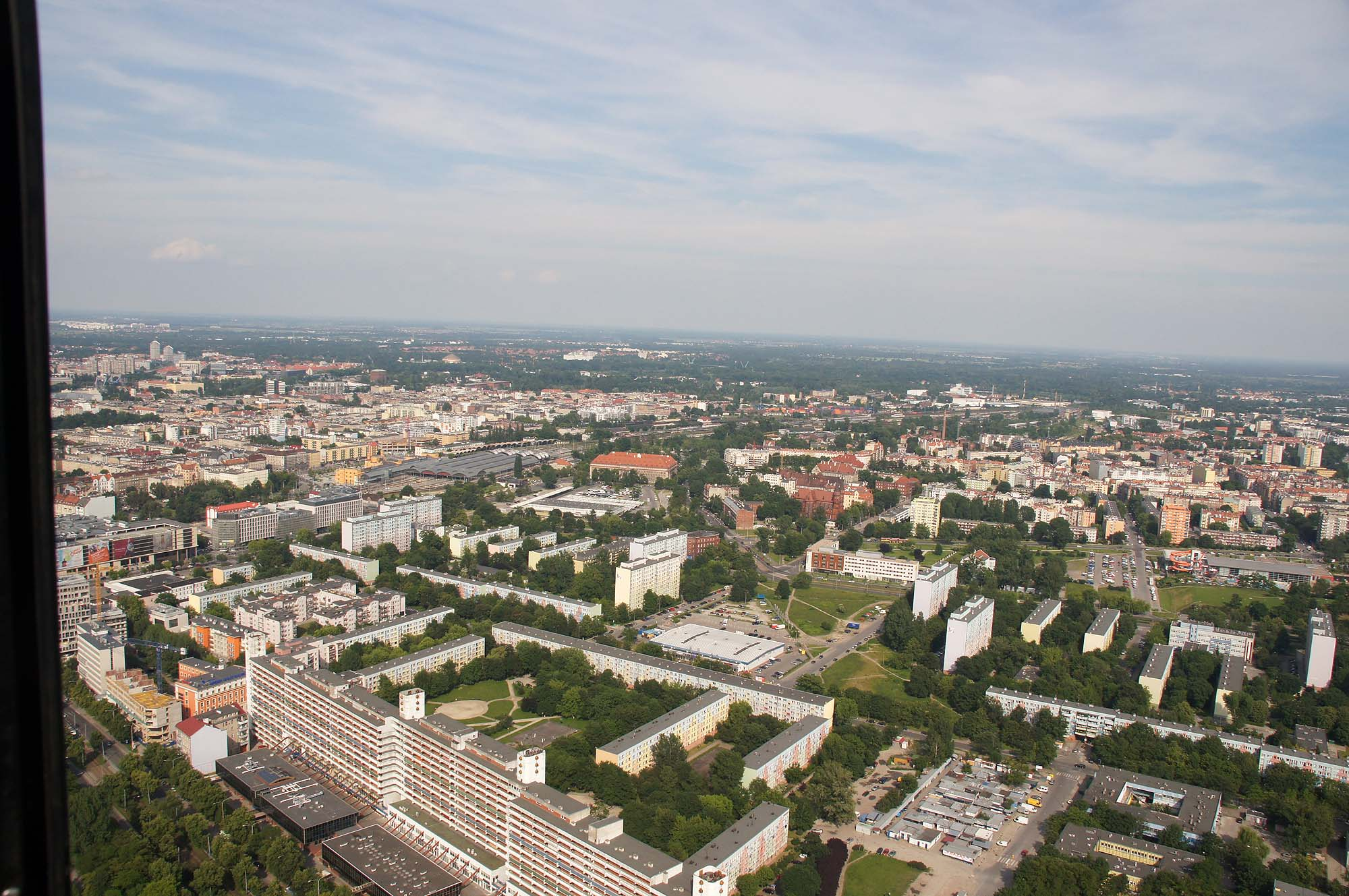
Osiedle południeu-odpddyr

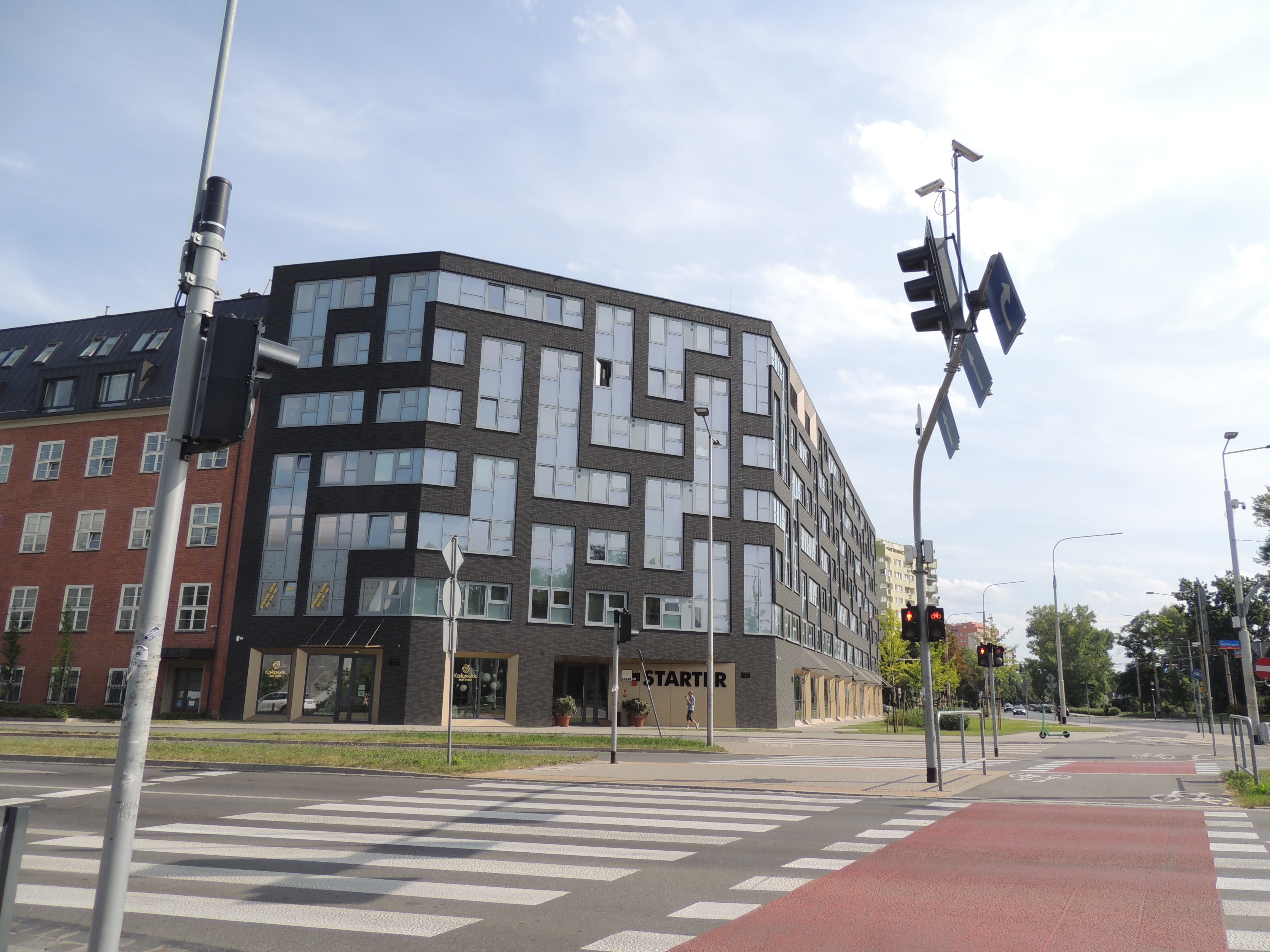
Starter III

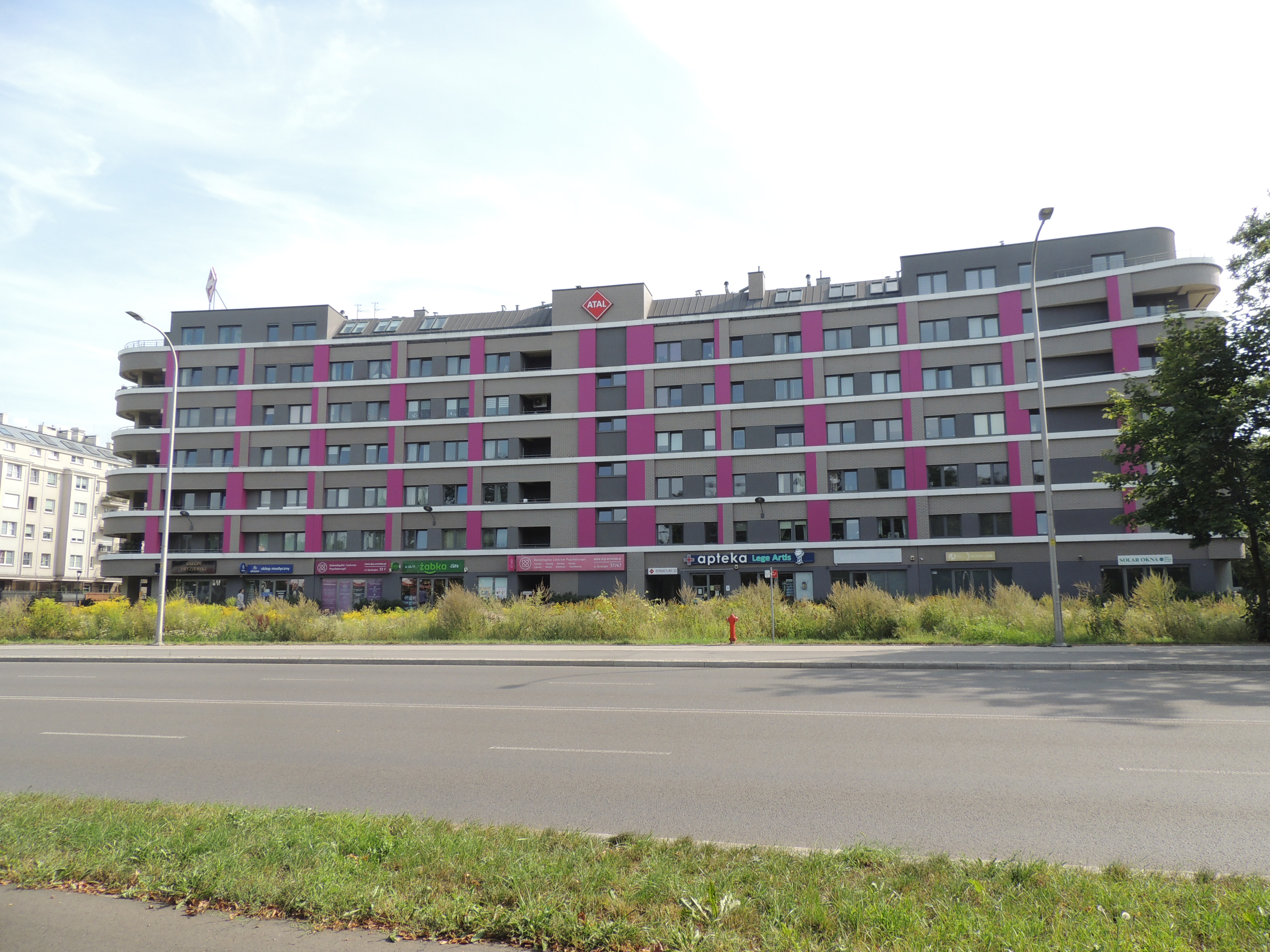
Dyrekcyjna 33

Po stronie północnej od skrzyżowania z ulicą Ślężną znajduje się nieogrodzony niewielki skwer i budynek szkoły, dalszy teren szkoły, aż do ulicy Borowskiej jest ogrodzony. W historii tego obiektu mieściły się w nim różne szkoły. Początkowo była to szkoła elementarna, a po II wojnie światowej szkoła podstawowa, gimnazjum, a po nim technikum i inne szkoły ponadpodstawowe .
Na odcinku od ulicy Borowskiej do ulicy Joannitów zabudowę stanowi galeria Wroclavia, z częścią biurową i dworcem autobusowym. Cała zabudowa to zespół budynków. Część handlowa obiektu ma trzy kondygnacje nadziemne i obejmuje około 200 sklepów. W budynku znajdują się: dworzec autobusowy, kino z 22 salami położonymi na poziomie +2, parking samochodowy na 2300 miejsc. Dworzec autobusowy znajduje się na poziomie terenu (wejście, obsługa podróżnych, kasy), a perony na poziomach podziemnych. Siedziba POLBUS-PKS Sp. z o.o. mieści się pod adresem ul. Joannitów 13 . Galeria stanowi istotny obiekt rozpoznawalny i orientacyjny w terenie.
Za ulicą Joannitów położony jest biurowiec należący do PKP S.A., pierwotnie siedziba Dyrekcji Kolei Królewskich, za którym znajduje się parking. Za tym budynkiem, przed skrzyżowaniem z ulicą Gajową, znajduje się stacja paliw, a za tym skrzyżowaniem zieleniec, przeznaczony docelowo na rozwój komunikacji.
Po południowej stronie ulicy, od ulicy Glinianej do Borowskiej, znajduje się zieleniec, a za nim ulica Gliniana i Hotele Premiere Class i Campanile. Dalej, za ulicą Brorowską, położony jest budynek Starter III przylegający do Angel Care. Jest to średniowysoki budynek handlowo-usługowy, zbudowany w latach 2017–2020, o siedmiu kondygnacjach nadziemnych, z 255 lokalami mieszkalnymi, tzw. mikroapartamentami o powierzchniach od kilkunastu do trzydziestu metrów kwadratowych, położonymi od pierwszego piętra w górę. Natomiast na parterze znajdują się lokale handlowo-usługowe. Projekt powstał w pracowni AP Szczepaniak, a inwestorem były Dolnośląskie Inwestycje S.A.
Kolejny obiekt w pierzei południowej ulicy to Angel Care, powstały w wyniku remontu i rewitalizacji historycznego zespołu zabudowy dawnego Szpitala Ewangelickiego Stowarzyszenia Opieki Bethesda, a po wojnie Kliniki Ginekologii, Położnictwa i Neonatologii Akademickiego Szpitala Klinicznego, przeprowadzonych w latach 2014–2016. Obiekt ma sześć kondygnacji nadziemnych. W budynku mieści się centrum opieki nad osobami starszymi oraz ośrodek badań, w tym apartamenty chronione dla osób starszych, dom pomocy społecznej i centrum chorób demencyjnych.
Pod numerem 15 znajduje się przedszkole, mieszczące się w trzykondygnacyjnym budynku. Następnie do ulicy Joannitów znajduje się wolny teren przeznaczony pod ewentualną zabudowę biurowo-usługową (budynkiem o wysokości 16–20 m). Za ulicą Joannitów znajduje się zieleniec, a za łącznikiem ulicy Dawida, budynek Narodowego Funduszu Zdrowia, oraz współczesna zabudowa mieszkalno-usługowa powstała podczas realizacji dwóch inwestycji: Dyrekcyjna 33 oraz Villa Vratislavia, sięgająca ulicy Gajowej. Za tą ulicą położony jest kolejny teren zieleni. Zespół zabudowy Dyrekcyjna 33 to budynki mieszkalne, z dodatkową funkcją handlowo-usługową na parterze. Są to budynki o sześciu kondygnacjach nadziemnych i jednej podziemnej. Znajduje się tu 222 lokali mieszkalnych o powierzchniach od 26 do 129 m², jak również 8 lokali handlowo-usługowych. Powierzchnia użytkowa wynosi 12 296 m². Villa Vratislavia obejmuje 266 mieszkań o powierzchniach od 37 m² do 106 m².
Początek ulicy znajduje się przy skrzyżowaniu z ulicą Ślężną. Za nią ulicą rozciąga się obszar powojennej zabudowy osiedla „Barbara”, stanowiącego jeden z szerszego zamieszenia urbanistycznego – Osiedla Mieszkaniowego „Południe”, z lat 70. XX wieku, z pięcio- i jedenastokondygnacyjnymi blokami z wielkiej płyty. Jednakże już wówczas pozostawiono na wprost ulicy Dyrekcyjnej wolny od zabudowy teren przeznaczony po budowę ulicy na przedłużeniu ulicy Dyrekcyjnej, w ramach tzw. Obwodnicy Staromiejskiej, co zostało także ujęte w późniejszych opracowaniach. Teren ten położony jest już na osiedlu Powstańców Śląskich. Z kolei koniec ulicy łączy się z ulicą Pułaskiego, nad którą przebiegają wiadukty kolejowe.
Ulica przebiega przez teren o wysokości bezwzględnej od 119,0 do 119,8 m n.p.m. Objęta jest dwoma rejonami statystycznymi (dane z 31.12.2020 r.):
- numer 931640, od ulicy Ślężnej do ulicy Borowskiej, liczba osób zameldowanych na pobyt stały 1211, gęstość zaludnienia 1434 osób/km²
- numer 931400, od ulicy Borowskiej do ulicy Hubskiej i Pułaskiego, liczba osób zameldowanych na pobyt stały 1954, gęstość zaludnienia 872 osób/km².

## Zieleń
Tereny zieleni oraz inna zieleń urządzona w otoczeniu ulicy Dyrekcyjnej:
| Nazwa | Parametr                                                                                 | Strona     | Położenie | Fotografia |
| --- | ---------------------------------------------------------------------------------------- | ---------- | --- | ---------- |
| Zieleniec przy ul. Borowskiej – Ślężnej wraz z promenadą wzdłuż Parku generała Andersa i Parku Skowroniego, szpaler drzew od ulicy Dyrekcyjnej, wzdłuż ulicy Glinianej po stronie północnej | powierzchnia: 5797 m²                                                                    | południowa | pomiędzy ulicami: Dyrekcyjną, Glinianą oraz Borowską i dalej wzdłuż Borowskiej w kierunku południowym po jej zachodniej stronie |            |
| teren zieleni parkowej, szpaler drzew od ulicy Dyrekcyjnej, wzdłuż ulicy Borowskiej strona zachodnia                                                                                        | w pasie drogowym od ulicy Dyrekcyjnej i Borowskiej a dalej działka gruntu                | północna   | wzdłuż Dyrekcyjnej po stronie północnej, Borowskiej i pomiędzy Borowską a Ślężną za terenem szkoły                              |            |
| szpaler drzew | w pasie drogowym od ulicy Borowskiej do ulicy Joannitów                                  | północna   | na południe od Wroclavii |            |
| skwer | otwarty teren niepubliczny w ramach działki, na której znajduje się budynek dyrekcji PKP | północna   | pomiędzy budynkiem dyrekcji PKP a ulicą Joannitów i Suchą                                                                       |            |
| Zieleniec przy ul. Dawida | powierzchnia: 1334 m²                                                                    | południowa | pomiędzy ulicami: Dyrekcyjną, Joannitów i Dawida oraz łącznikiem ulicy Dawida                                                   |            |
| Zieleniec przy ul. Suchej – Dyrekcyjnej | powierzchnia: 1775 m²                                                                    | północna   | pomiędzy ulicami: Gajową, Suchą i Dyrekcyjną                                                                                    |            |
| Zieleniec przy ul. Hubskiej – Gajowej | powierzchnia: 5703 m²                                                                    | południowa | pomiędzy ulicami: Gajową, Hubską i Dyrekcyjną oraz zabudową przy ul. Gajowej 8-10 i ul. Hubskiej 7                              |            |

## Osiedle kompletne

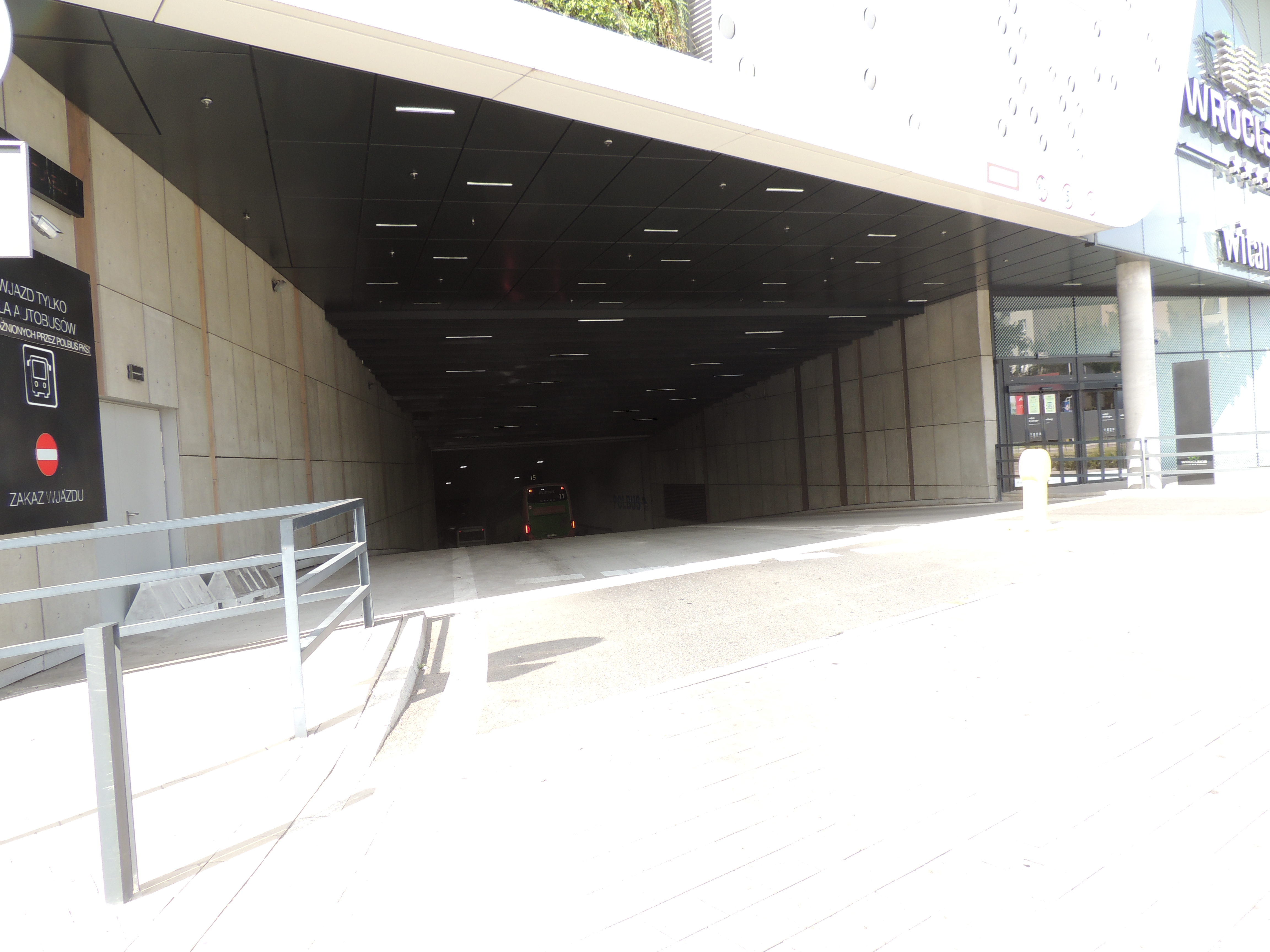
Wjazd do dworca PKS

Jedynie początkowy odcinek ulicy, od ulicy Ślężnej do ulicy Borowskiej przebiega w ramach tzw. osiedla kompletnego – Śródmieście Południowe – wskazanego przez urbanistów, stanowiąc południową granicę rozpatrywanego obszaru. W ramach standardów określonych w tym projekcie wyznaczono kierunki rozwoju tego obszaru, także na podstawie konsultacji społecznych, a ich realizacja oparta jest na Wytycznych przestrzennych na rzecz osiedli kompletnych . Samo to miejsce, określone jako skrzyżowanie ulicy Dyrekcyjnej, Borowskiej i Ślężnej, stanowi ważną przestrzeń publiczną placu lub skrzyżowania, pełniącą między innymi rolę punktu rozpoznawalności i orientacji w przestrzeni, także w powiązaniu z budynkiem Wroclavia i szkoły, z ofertą usług podstawowych oraz miejsca spotkań i integracji. Jak wyżej zaznaczono, także same ulice zostały w tym opracowaniu ujęte jako istotna przestrzeń, przy czym ulica Dyrekcyjna i Ślężna (w kierunku południowym) oraz planowana Aleja przedmieścia południowego mają charakter ogólnomiejski, a Borowska i Ślężna (w kierunku północnym) niejako stanowią szkielet przestrzeni publicznej osiedla. Wzdłuż ulicy Studziennej do ulicy Komandorskiej po północnej stronie nowo planowanej trasy wyznaczono Obszar usługowy przy ul. Komandorskiej ze wskazanym standardem usług i istotnym obiektem handlu, gastronomii, usług drobnych CH Arena. Ponadto cała ulica uznawana jest za przestrzeń o charakterze ogólnomiejskim.

## Ochrona i zabytki
Obszar, przez który przebiega ulica Dyrekcyjna (z wyjątkiem odcinka od ulicy Ślężnej do ulicy Borowskiej), podlega ochronie i jest wpisany do gminnej ewidencji zabytków pod pozycją Huby i Glinianki. W szczególności ochronie podlega historyczny układ urbanistyczny w rejonie ulic Suchej, Hubskiej, Kamiennej i Borowskiej, wraz z Parkiem Andersa i zajezdnią oraz osiedlem w rejonie ulic Paczkowskiej i Nyskiej kształtowany sukcesywnie w latach 60. XIX wieku oraz w XX wieku i po 1945 r. Stan zachowania tego układu ocenia się na dobry.
Przy ulicy i w najbliższym sąsiedztwie znajdują się następujące zabytki:
| Obiekt, położenie | Powstanie, nr rej. | Fotografia |
| --- | --- | ---------- |
| strona północna | |            |
| Szkoła elementarna, obecnie szkoły ponadpodstawowe ulica Ślężna 2-24 (ulica Ślężna 22)                                                     | lata 1881–1882 (projekt Robert Mende), 1895 r. (rozbudowa – projekty: Richard Plüddemann, Karl Klimm i Hermann Froböse) rodzaj ochrony: gez, mpzp |            |
| Siedziba Dyrekcji Kolei Królewskich, obecnie biurowiec PKP S.A. ulica Joannitów 13                                                         | lata 1911–1914 rodzaj ochrony: rejestr zabytków pod nr A/1258 z dnia 06.10.2009 r.                                                                |            |
| Szczelina przeciwlotnicza III ulica Sucha, działka 2/4 AM-18 obręb Południe                                                                | po 1935 rodzaj ochrony: gez, mpzp |            |
| strona południowa | |            |
| Zespół zabytków: Szpital Ewangelicki Stowarzyszenia Opieki Bethesda – Klinika Ginekologii, Położnictwa i Neonatologii ulica Dyrekcyjna 5-7 | rodzaj ochrony: inny |            |
| obiekt nr 1. Ewangelicki szpital Sióstr Miłosierdzia "Bethesda" – budynek I, obecnie nieużytkowany ulica Dyrekcyjna 5-7                    | około 1880 r. rodzaj ochrony: inny |            |
| obiekt nr 2. Ewangelicki szpital Sióstr Miłosierdzia "Bethesda" – budynek II, obecnie nieużytkowany ulica Dyrekcyjna 5-7                   | lata 30. XX wieku rodzaj ochrony: inny |            |
| obiekt nr 3. Ewangelicki szpital Sióstr Miłosierdzia "Bethesda" – kostnica, obecnie nieużytkowany ulica Dyrekcyjna 5-7                     | około 1880 rodzaj ochrony: inny |            |
| obiekt nr 4. Ewangelicki szpital Sióstr Miłosierdzia "Bethesda" – kaplica ulica Dyrekcyjna 5-7                                             | rodzaj ochrony: inny |            |
| Budynek pogotowia ratunkowego, obecnie Przedszkole nr 50 ulica Dyrekcyjna 15                                                               | około 1905 rodzaj ochrony: inny |            |
| Skwer miejski ulica Dawida, działka nr 6 AM-18 obręb Południe                                                                              | początek XX wieku rodzaj ochrony: gez, mpzp |            |